# A Laracha
A Laracha est une municipalité de la province de La Corogne située dans le nord ouest de l'Espagne, faisant partie de la communauté autonome de Galice.

## Jumelage
Les Sables-d'Olonne (France)